# HNN-Erweiterung
In der Mathematik ist die HNN-Erweiterung eine Konstruktion aus der Gruppentheorie. Die Theorie der HNN-Erweiterungen ist von grundlegender Bedeutung in der kombinatorischen und geometrischen Untersuchung von Gruppen. HNN-Erweiterungen und amalgamierte Produkte bilden die Grundlage der Bass-Serre-Theorie. Sie wurden von Graham Higman, Bernhard Neumann und Hanna Neumann 1949 in dem Artikel „Embedding Theorems for Groups“ eingeführt, wo auch einige grundlegende Eigenschaften bewiesen wurden.
Eine HNN-Erweiterung ist eine Inklusion einer gegebenen Gruppe {\displaystyle G} in eine andere Gruppe {\displaystyle G_{\alpha }}, so dass ein gegebener Isomorphismus zweier Untergruppen {\displaystyle J} und {\displaystyle K}  von {\displaystyle G} in {\displaystyle G_{\alpha }} durch Konjugation mit einem Element {\displaystyle t\in G_{\alpha }} realisiert wird.
Man spricht in diesem Fall von einer HNN-Erweiterung über der Gruppe {\displaystyle J}, und man spricht von einer nichttrivialen HNN-Erweiterung falls {\displaystyle J\not =G} ist.

## Definition
Gegeben seien eine Gruppe {\displaystyle G}, zwei Untergruppen {\displaystyle J,K\subset G} und ein Isomorphismus {\displaystyle \alpha \colon J\to K}.
Wenn {\displaystyle G} die Präsentierung {\displaystyle \langle S|R\rangle } hat, dann wird {\displaystyle G_{\alpha }}, die HNN-Erweiterung von {\displaystyle G} durch {\displaystyle \alpha }, durch folgende Präsentierung definiert:
{\displaystyle \langle S,t\ |\ R,\ tjt^{-1}=\alpha (j)\ \forall j\in J\rangle }
Weil die Gruppe {\displaystyle G_{\alpha }} die Erzeuger und Relationen von {\displaystyle G} enthält, ist es klar, dass es einen kanonischen Homomorphismus von {\displaystyle G} nach {\displaystyle G_{\alpha }} gibt. Higman, Neumann und Neumann bewiesen, dass dieser Morphismus injektiv ist.

## Normalformen und Lemma von Britton
Für Berechnungen ist es oft nützlich, Elemente von {\displaystyle G_{\alpha }} in eine Normalform bringen zu können. Diese Normalform ist nicht eindeutig, das Lemma von Britton beschreibt exakt, wann zwei Normalformen demselben Element entsprechen.
Normalform:
Jedes Element {\displaystyle w\in G_{\alpha }} kann geschrieben werden als:
{\displaystyle w=g_{0}t^{\varepsilon _{1}}g_{1}t^{\varepsilon _{2}}\cdots g_{n-1}t^{\varepsilon _{n}}g_{N},\qquad g_{i}\in G,\varepsilon _{i}=\pm 1}
Das Lemma von Britton, bewiesen 1963 in „The word problem“ bietet eine Möglichkeit, die nichttrivialen Elemente einer HNN-Erweiterung zu beschreiben:
Lemma von Britton: Sei {\displaystyle w\in G_{\alpha }} in obiger Normalform, so dass * entweder {\displaystyle N=0} und {\displaystyle g_{0}\not =1\in G}, * oder {\displaystyle N>0} und in w kommen keine Teilwörter der Form  {\displaystyle tjt^{-1}} mit {\displaystyle j\in J} oder {\displaystyle tkt^{-1}} mit {\displaystyle k\in K} vor,
dann ist {\displaystyle w\not =1} in {\displaystyle G_{\alpha }}.

## Eigenschaften
Sei {\displaystyle G} eine Gruppe und {\displaystyle G_{\alpha }} ihre HNN-Erweiterung mittels eines Isomorphismus {\displaystyle \alpha \colon J\to K} zweier Untergruppen.
- Wenn {\displaystyle G} abzählbar ist, dann auch {\displaystyle G_{\alpha }}.
- Wenn {\displaystyle G} endlich erzeugt ist, dann auch {\displaystyle G_{\alpha }}.
- Wenn {\displaystyle G} torsionsfrei ist, dann auch {\displaystyle G_{\alpha }}.

## Topologische Interpretation
Es sei {\displaystyle X} ein zusammenhängender Raum mit zwei zusammenhängenden Teilmengen {\displaystyle A,B\subset X}, für die es einen Homöomorphismus {\displaystyle \phi \colon A\to B} gibt. Wir definieren auf {\displaystyle X} eine Äquivalenzrelation durch
{\displaystyle x\sim y\Longleftrightarrow x\in A,y\in B,y=\phi (x)} oder {\displaystyle x\in B,y\in A,y=\phi ^{-1}(x)}
und bezeichnen mit {\displaystyle Y=X/\sim } den Quotientenraum dieser Äquivalenzrelation. Dann ist die Fundamentalgruppe von {\displaystyle Y} eine HNN-Erweiterung der Fundamentalgruppe von {\displaystyle X}.
Genauer: sei {\displaystyle x_{0}\in X} ein Basispunkt, {\displaystyle y_{0}=\left[x_{0}\right]\in X} und für Basispunkte {\displaystyle a_{0}\in A,b_{0}=\phi (a_{0})\in B} wähle Wege von {\displaystyle a_{0}} bzw. {\displaystyle b_{0}} nach {\displaystyle x_{0}} und entsprechende Identifizierungen von {\displaystyle \pi _{1}(A,a_{0}),\pi _{1}(B,b_{0})} mit Untergruppen {\displaystyle J,K\in \pi _{1}(X,x_{0})}. Der Homöomorphismus {\displaystyle \phi } induziert einen Isomorphismus {\displaystyle \phi _{*}\colon \pi _{1}(A,a_{0})\to \pi _{1}(B,b_{0})} und damit einen Isomorphismus {\displaystyle \alpha \colon J\to K}. Dann ist
{\displaystyle \pi _{1}(Y,y_{0})=\pi _{1}(X,x_{0})*_{\alpha }}.
Der Beweis benutzt den Satz von Seifert und van Kampen.

## Bass-Serre-Theorie
Die HNN-Erweiterung {\displaystyle G_{\alpha }} kann interpretiert werden als Fundamentalgruppe des Gruppengraphen mit einer Ecke v und einer Kante e, Kantengruppe {\displaystyle G_{e}:=G}, Eckengruppe {\displaystyle G_{v}:=J} und Monomorphismen
{\displaystyle \alpha _{0},\alpha _{1}\colon G_{e}\to G_{v}}
gegeben durch {\displaystyle \alpha _{0}=id} und {\displaystyle \alpha _{1}=\alpha }.